# رودیز
رودیز یک سریال درام آمریکایی ساخته کامرون کرو است.

ده قسمت در فصل اول این سریال در شبکه شو تایم منتشر خواهد شد. قسمت پایلوت (قسمت آزمایشی) این سریال توسط کرو نوشته و کارگردانی شد.

## بازیگران

### بازیگران اصلی
بازیگران اصلی رودیز:
- لوک ویلسون در نقش بیل - مدیر گروه موسیقی استتون-هوس
- کارلا گوجینو در نقش شلی، مدیر تولید تور
- ایموجن پوتس در نقش کلی آن
- ریف اسپال در نقش ریگ وایت هد
- کیشا کاستل-هیوز در نقش دونا ماکینی
- پیتر کامبر در نقش میلو
- کلسن بیکر (مشین گان کلی)در نقش وس
- ران وایت در نقش فیل

### بازیگران مهمان
- کترو آلاین کولبرت در نقش تام استاتون، خواننده گروه استاتون-هوس
- رین ویلسون در نقش برایس نیو من
- کریستفر بکاس در نقش ریک
- هالزی